# آلتین‌کش
آلتین‌کش روستایی از توابع بخش طارم سفلی شهرستان قزوین در استان قزوین ایران است.
کلیسا یا آتشکده داخل این روستا، مسجد تاریخی و جامع و همچنین باغ بزرگ شاهی (شاه باغی) از بناهای تاریخی و طبیعی آن به‌شمار می‌رود.

## وجه تسمیه
آلتین‌کُش در زبان ترکی به معنای قصر (کوشک) طلایی است.

## جمعیت
این روستا در براساس سرشماری مرکز آمار ایران در سال ۱۳۹۵، جمعیت آن ۱۲۱۳ نفر (۴۱۱خانوار) بوده است. زبان مردم این روستا ترکی آذربایجانی است.

## جاهای دیدنی
از جاهای دیدنی این روستا می‌توان به امامزاده ابراهیم، شهر زیرزمینی، پل تاریخی (کؤرپو)، درخت چنار کهنسال، کلیسای تاریخی روستا و باغات وسیع انار و زیتون اشاره کرد.